# Lydia Wong
Lydia Wong (* 11. Februar 1960 in Hongkong) ist eine kanadische Pianistin und Musikpädagogin chinesischer Herkunft.
Wong studierte an der University of Toronto und an der Guildhall School of Music and Drama. Sie unterrichtete ab 1993 am Banff Centre for Arts and Creativity und war dort von 2008 bis 2016 künstlerische Koordinatorin des Sommermusikprogramms Collaborative Piano Internship.  Seit 2000 unterrichtet sie außerdem an der University of Toronto. Dort leitet sie seit 2016 das Klavierdepartment und wurde 2018 mit dem Music Teaching Award ausgezeichnet.
Ihr besonderes Interesse als Pianistin gilt der Neuen Musik. Sie tritt als Solistin und Mitglied des Esprit Orchestra auf und spielte Aufnahmen bei den Labels CentreDiscs, Naxos, Marquis Classics und Phoenix Records ein. Ihre CD American Flute Masterpieces mit der Flötistin Susan Hoeppner wurde 2012 für einen Juno Award nominiert.
Am Banff Centre führte Wong mit Krzysztof Penderecki dessen Sextett auf. Danach wurde sie eingeladen, das Sextett auch beim Festival Casals de Puerto Rico und im Rahmen der Konzertreihe Making Music in der Carnegie Hall aufzuführen. Mit der Pianistin Erika Raum spielte sie 2003 in Toronto die nordamerikanische Erstaufführung des Viulinsonate Nr. 2 des Komponisten. Sie trat bei der Feier des 70. Geburtstags Pendereckis in Warschau auf und nahm am Internationalen Wettbewerb für zeitgenössische Kammermusik in Krakau als Jurorin teil. Mit Midori Koga nahm sie 2014 das Album Glistening Pianos mit Kompositionen von Alice Ping Yee Ho auf.